# Pseudoryzomys simplex
Pseudoryzomys simplex és una espècie de mamífer rosegador de la família dels cricètids. Viu a l'Argentina, Bolívia, el Brasil i el Paraguai. El seu hàbitat natural són les planes amb pluges estacionals intenses, incloent-hi sabanes i matollars. Es creu que no hi ha cap amenaça significativa per a la supervivència d'aquesta espècie, però algunes poblacions estan afectades per la destrucció i fragmentació del seu medi.